# 圣马洛德盖尔萨克
圣马洛德盖尔萨克（法語：Saint-Malo-de-Guersac，法語發音：[sɛ̃ malo də ɡɛʁsak] ⓘ）是法国大西洋卢瓦尔省的一个市镇，位于该省西部，属于圣纳泽尔区。

## 地理
圣马洛德盖尔萨克（47°21'3"N, 2°10'47"W）面积14.62 平方千米，位于法国卢瓦尔河地区大区大西洋卢瓦尔省，该省份为法国西北部沿海省份，位于布列塔尼半岛东南部，北起伊勒-维莱讷省，西北接莫尔比昂省，西临大西洋，南至旺代省，东临曼恩-卢瓦尔省。
与圣马洛德盖尔萨克接壤的市镇（或旧市镇、城区）包括：圣若阿基姆、克罗萨克、栋日、布列塔尼地区蒙图瓦尔。
圣马洛德盖尔萨克的时区为UTC+01:00、UTC+02:00（夏令时）。

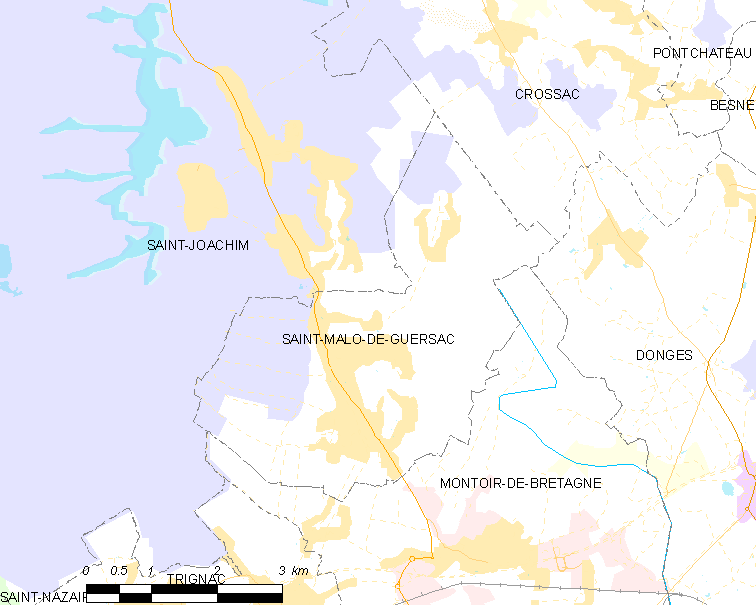
圣马洛德盖尔萨克的OSM定位图

## 行政
圣马洛德盖尔萨克的邮政编码为44550，INSEE市镇编码为44176。

## 政治
圣马洛德盖尔萨克所属的省级选区为圣纳泽尔第二县。

## 交通
大西洋卢瓦尔省省道D50线经过境内。

## 人口

1962-2008年间圣马洛德盖尔萨克人口变化图示

圣马洛德盖尔萨克于2022年1月1日时的人口数量为3221人。